# Kansas City Film Critics Circle Awards 2006
Na 41. ročníku udílení cen Kansas City Film Critics Circle Awards byly předány ceny v těchto kategoriích dne 2. ledna 2007. 

## Vítězové
Nejlepší film: Let číslo 93

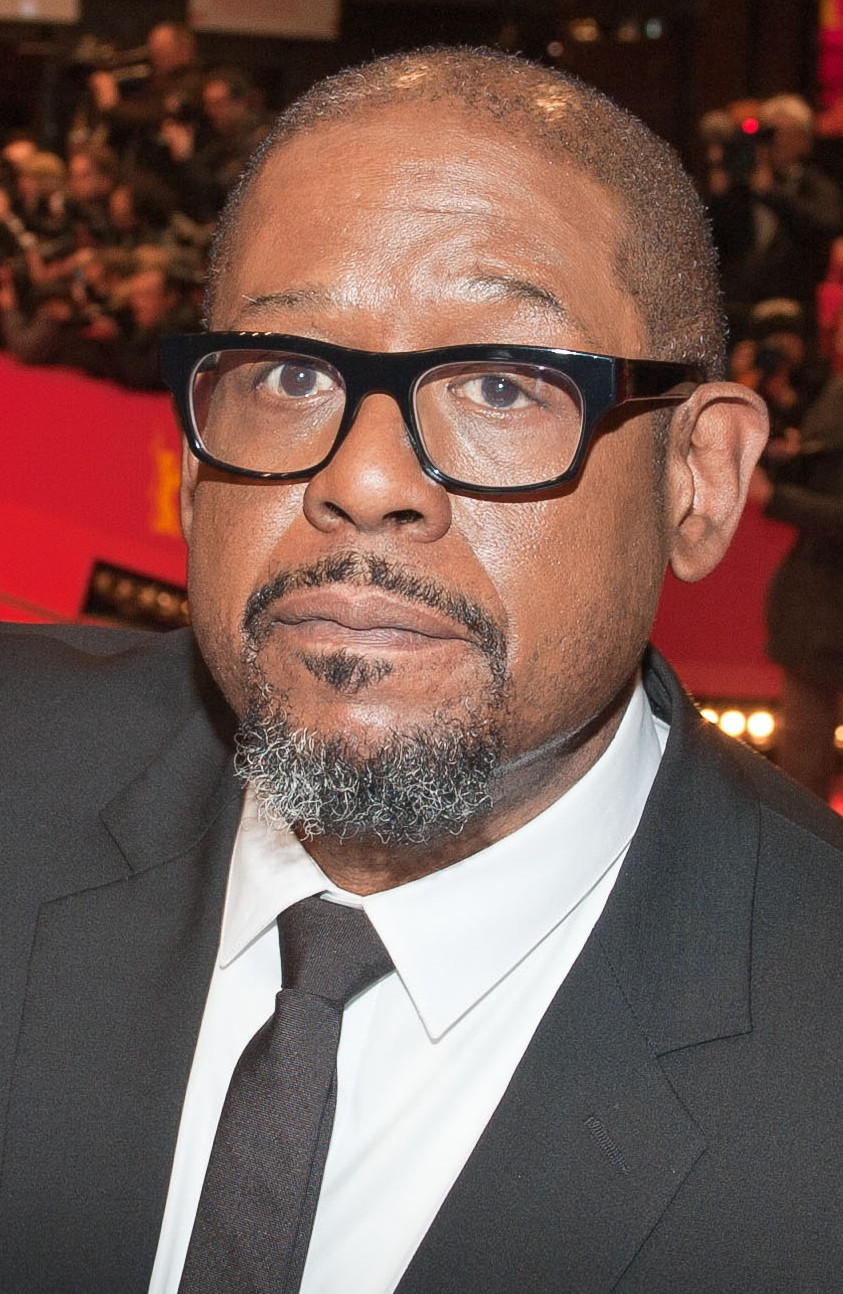
Forest Whitaker, vítěz v kategorii nejlepší mužský herecký výkon v hlavní roli

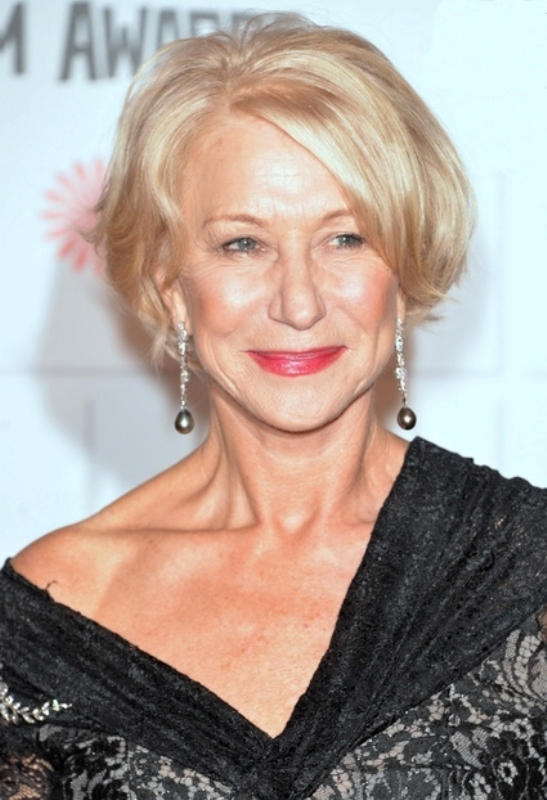
Helen Mirren, vítězka v kategorii nejlepší ženský herecký výkon v hlavní roli

Nejlepší režisér: Paul Greengrass – Let číslo 93
Nejlepší původní scénář: Michael Arndt – Malá Miss Sunshine
Nejlepší adaptovaný scénář: William Monahan – Skrytá identita
Nejlepší mužský herecký výkon v hlavní roli: Forest Whitaker – Poslední skotský král
Nejlepší ženský herecký výkon v hlavní roli: Helen Mirren – Královna
Nejlepší mužský herecký výkon ve vedlejší roli: Michael Sheen – Královna
Nejlepší ženský herecký výkon ve vedlejší roli: Catherine O'Hara – Nominace na Oscara
Nejlepší dokument: Nepříjemná pravda
Nejlepší animovaný film: Za plotem
Nejlepší cizojazyčný film: Dopisy z Iwo Jimy
Nejlepší sci-fi/fantasy/hororový film: Faunův labyrint